# Sießen (Horgenzell)
Sießen ist ein als Wohnplatz ausgewiesener Weiler im Südosten des Landes Baden-Württemberg. Er liegt auf der Gemarkung Hasenweiler der zum Landkreis Ravensburg zählenden Gemeinde Horgenzell.

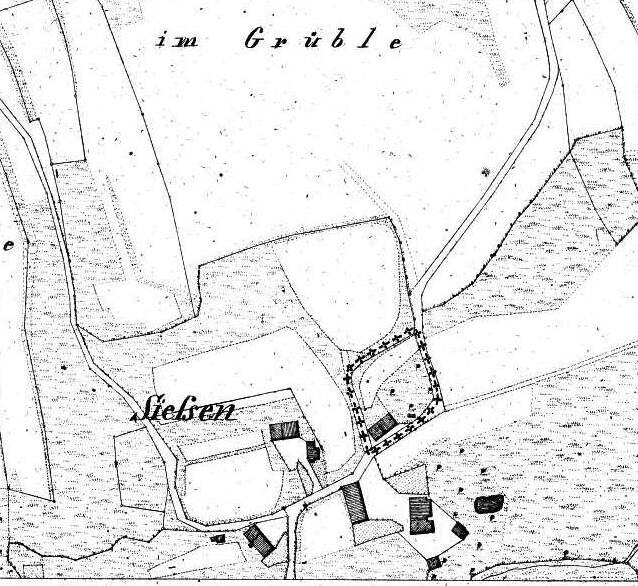
Die vier Höfe 1824, rechts oben der badische

## Geschichte
Erstmals erwähnt wurde der Ort 1278 als Siessen, historisch findet sich auch die Schreibweise Süßen. Er umfasste vier Höfe: drei von ihnen kamen 1290, 1350 und 1433 in die Hände der Abtei Weingarten. Nach deren Säkularisation 1803 ging dieser Teil des Ortes 1806 an das Königreich Württemberg, wo er dem Oberamt Ravensburg zugeordnet wurde.
Der vierte Hof wiederum gehörte, als Teil der Grafschaft Heiligenberg, dem Haus Fürstenberg. Nach dessen Mediatisierung 1806 kam er an das Großherzogtum Baden. Hier war er der Gemeinde Homberg im Amt Heiligenberg und späteren Bezirksamt Heiligenberg zugeordnet. Da Baden und Württemberg seit 1806 unabhängige Staaten waren, zählte Sießen zu den territorialen Besonderheiten in Südwestdeutschland. Bereinigt wurde die Situation durch einen 1843 geschlossenen und 1846 verkündeten Grenzvertrag zum Austausch von Ex- und Enklaven, in dem Baden seinen Anteil an Württemberg abtrat.
In jüngerer Zeit wurde Sießen um zwei Höfe erweitert, wodurch der Charakter einer rein landwirtschaftlich ausgerichteten Siedlung erhalten blieb. Unter den neu hinzugekommenen ist ein Biohof.
Am 1. März 1972 wurde Sießen zur Gemeinde Horgenzell eingemeindet.